# زیردریایی کلاس کیریو
سابمارین کلاس کیریو (به انگلیسی: Kairyu-class submarine) یک کلاس از زیردریایی است که طول آن ۱۷٫۲ متر (۵۶ فوت ۵ اینچ) و ارتفاع آن ۱٫۳ متر (۴ فوت ۳ اینچ) می‌باشد.